# Relations économiques entre l'Europe et l'Afrique après 1990
 (décembre 2024).
La mise en forme du texte ne suit pas les recommandations de Wikipédia : il faut le « wikifier ».
Les points d'amélioration suivants sont les cas les plus fréquents :
- Les titres sont pré-formatés par le logiciel. Ils ne sont ni en capitales, ni en gras.
- Le texte ne doit pas être écrit en capitales (les noms de famille non plus), ni en gras, ni en italique, ni en « petit »…
- Le gras n'est utilisé que pour surligner le titre de l'article dans l'introduction, une seule fois.
- L'italique est rarement utilisé : mots en langue étrangère, titres d'œuvres, noms de bateaux, etc.
- Les citations ne sont pas en italique mais en corps de texte normal. Elles sont entourées par des guillemets français : « et ».
- Les listes à puces sont à éviter, des paragraphes rédigés étant largement préférés. Les tableaux sont à réserver à la présentation de données structurées (résultats, etc.).
- Les appels de note de bas de page (petits chiffres en exposant, introduits par l'outil «  Source ») sont à placer entre la fin de phrase et le point final[comme ça].
- Les liens internes (vers d'autres articles de Wikipédia) sont à choisir avec parcimonie. Créez des liens vers des articles approfondissant le sujet. Les termes génériques sans rapport avec le sujet sont à éviter, ainsi que les répétitions de liens vers un même terme.
- Les liens externes sont à placer uniquement dans une section « Liens externes », à la fin de l'article. Ces liens sont à choisir avec parcimonie suivant les règles définies. Si un lien sert de source à l'article, son insertion dans le texte est à faire par les notes de bas de page.
- La présentation des références doit suivre les conventions bibliographiques. Il est recommandé d'utiliser les modèles {{Ouvrage}}, {{Chapitre}}, {{Article}}, {{Lien web}} et/ou {{Bibliographie}}. Le mode d'édition visuel peut mettre en forme automatiquement les références.
- Insérer une infobox (cadre d'informations à droite) n'est pas obligatoire pour parachever la mise en page.

Pour une aide détaillée, merci de consulter Aide:Wikification.
Si vous pensez que ces points ont été résolus, vous pouvez retirer ce bandeau et améliorer la mise en forme d'un autre article.
 (janvier 2025).
Depuis les années 1990, les relations économiques entre l’Europe et l’Afrique ont été marquées par des évolutions importantes. Après la fin de la guerre froide, marquée par la chute du mur de Berlin, et les changements géopolitiques qui en ont découlé, ces relations se sont progressivement redéfinies, passant d’un modèle basé sur la dépendance et l’aide au développement à une approche plus axée sur le partenariat et les échanges commerciaux.

## Cadre institutionnel
Les relations surtout économiques entre l’UE et l’Afrique sont encadrées par les Accords de Lomé, remplacés par les Accords de Cotonou de juin 2000. Ce dernier axe la coopération sur le commerce, le développement et le dialogue politique. En 2021, un nouvel accord post-Cotonou a été adopté pour approfondir ces partenariats, en mettant l'accent sur des enjeux contemporains comme le climat et les investissements durables.

## Commerce et investissements
L’Europe reste le premier partenaire commercial de l’Afrique, représentant environ 33 % de son commerce extérieur. L’Afrique exporte principalement des matières premières (pétrole, minerais, produits agricoles) et importe des produits manufacturés et technologiques.
Depuis les années 2010, l’Union européenne (UE) a renforcé son rôle d’investisseur en lançant des initiatives comme le Plan d’investissement extérieur européen (2017), visant à financer des projets durables en Afrique et à mobiliser des fonds privés. En 2018, le total des échanges de biens entre les 27 États membres de l’UE et l’Afrique s’élevait à 235  milliards d’euros (soit 32 pour cent des échanges totaux de l’Afrique).

## Aide au développement et nouveaux partenariats
L’aide européenne s’est transformée après 1990 pour se concentrer sur des initiatives favorisant l’autonomie économique, l’éducation et les infrastructures. Le partenariat stratégique UE-Afrique, lancé en 2007 , et l’Agenda 2063 de l’Union africaine  témoignent de cette évolution. L’accent est mis sur la transition énergétique, le numérique et les infrastructures transcontinentales.

## Défis et critiques
Malgré ces avancées, les relations économiques entre l’Europe et l’Afrique sont régulièrement critiquées. Les accords de partenariat économique (APE) signés depuis les années 2000 sont perçus par certains comme déséquilibrés, car ils risquent de nuire aux industries locales africaines en ouvrant leurs marchés à des produits européens compétitifs. De plus, les relations sont parfois entachées par des problématiques liées à la dette et aux pratiques d'exploitation des ressources naturelles.

## Perspectives
Pour l’avenir, les relations économiques entre l’Europe et l’Afrique devront répondre à des objectifs de durabilité et d’équité. Alors que l’UE mise sur des initiatives comme le Pacte vert européen, les pays africains cherchent à diversifier leurs partenariats avec d’autres puissances émergentes, tout en repensant leurs relations avec l’Europe.

## Conclusion
Depuis 1990, les relations économiques entre l’Europe et l’Afrique ont évolué vers un modèle de partenariat, bien que des déséquilibres persistent. L’avenir de ces relations dépendra de leur capacité à surmonter ces défis et à construire une coopération mutuellement bénéfique, adaptée aux enjeux du XXIe siècle.